# Boca Chica Key
Boca Chica Key ist eine Insel, die zu den Lower Florida Keys gehört. Der Name kommt aus dem Spanischen und heißt in etwa "kleiner Mund". Die Insel liegt im Osten und Südosten am Atlantik, am Golf von Mexiko im Norden und zur Straße von Florida zum Süden.
Die US 1 (oder der Overseas Highway) überquert die Insel bei MM 6.5-8, östlich von Key West.

## Geologie

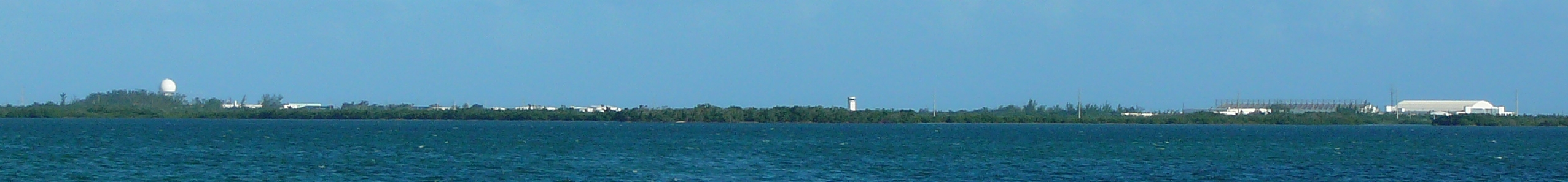
Boca Chica Key aus Nordwesten. Verschiedene Gebäude der NAS Key West sind zu erkennen.

Boca Chica Key ist fast 4,5 km lang und 2,3 km breit. Die Insel ist bedeckt mit einer dünnen Schicht von Mutterboden durchsetzt mit Sedimenten aus dem Tidenunterschied. Die Unterschicht besteht aus Kalk, gemischt mit Korallen und Mergel. Die Vegetation beschränkt sich auf dichte Mangroven und einzelne Anhäufungen von kleinen Bäumen; die Ausnahme bilden Grasflächen mit einzelnen Kokospalmen.

## Nutzung
Die Insel beheimatet die größte Marinebasis (NAS Key West) in Südflorida.  

## Fotos
- Fotos von Boca Chica